# Grupo Elektra
Grupo Elektra er en mexicansk finans- og detailhandelskoncern, der blev etableret af Hugo Salinas Price. Deres produkter omfatter bank, forsikring og salg af elektronik.